# Liberaler Intergouvernementalismus
Der Liberale Intergouvernementalismus (LI) ist eine politikwissenschaftliche Theorie im Teilgebiet der Internationalen Beziehungen. Ihr Gegenstand ist die Erklärung von Integrationsprozessen, insbesondere der Prozess der europäischen Integration. Er geht auf den Politikwissenschaftler Andrew Moravcsik und seine Veröffentlichung Preferences and Power in the European Community: A Liberal Intergovernementalist Approach von 1993 zurück. In den folgenden Jahren erweiterte Moravcsik seine Theorie in weiteren Publikationen wie etwa 1997 in Taking Preferences Seriously: A Liberal Theory of International Politics. oder 1998 in The Choice of Europe. Social Purpose & State power of Messina to Maastricht. Anders als beim Governance-Ansatz, bei  dem es darum geht, wie die Europäische Union regiert wird, geht es bei Moravcsik um die Dynamiken der Europäischen Einigung.
Der LI entwickelte sich aus dem Intergouvernementalismus, der in der Auseinandersetzung mit dem neofunktionalistischen Paradigma entstand, welcher eine Integrationsdynamik in Europa voraussagte, die zwangsläufig zu einer supranationalen politischen Gemeinschaft führen müsse. Der Intergouvernementalismus hingegen sprach den europäischen Nationalstaaten, die interessengeleitet handelten, die souveräne Kontrolle über den Fortgang der europäischen Integration zu. Er teilt somit seine Grundannahmen mit dem Neorealismus und dem realistisch geprägten Intergouvernementalismus von Stanley Hoffmann, welcher ebenfalls von interessengeleiteten Nationalstaaten als Nutzenmaximierern ausgeht. Andrew Moravcsik erweiterte die Annahmen um eine liberale Perspektive. Er identifiziert die folgenden drei Kernelemente des „Liberalen Intergouvernementalismus“:
- die Auffassung des Staats als rationaler Nutzenmaximierer,
- die liberale Theorie einer Präferenzbildung im Nationalstaat,
- die intergouvernementale Analyse der zwischenstaatlichen Verhandlungen. (Moravcsik 1993: 480)[5]

Auf diesen drei Elementen basiert Moravcsiks zentrales Konzept des „Zwei-Ebenen-Spiels“. Im sogenannten „Zwei-Ebenen-Spiel“ bildet eine Ebene die innerstaatliche, auf der sich durch liberal-demokratische Entscheidungsprozesse nationale Präferenzen herausbilden. Diese Präferenzen sind vor allem wirtschaftlicher Natur. Innerstaatliche Soziale Akteure (Parteien, Gewerkschaften, Interessenvertreter) liefern sich einen Wettstreit um die politische Ausrichtung der nationalen Positionen. Dabei treten sie in pluralistischem Wettbewerb gegeneinander an. Diejenige Gruppe mit dem besten Zugang zur Regierung setzt sich dabei durch. Die innerstaatliche, soziale Präferenz wird zu staatlichem Interesse. Anders als Strategien und Taktiken werden Präferenzen komplett unabhängig von den Interessen anderer Staaten oder auch dem internationalen Gemengelage herausgebildet. Die zweite Ebene bildet die zwischenstaatliche, auf der europäische Mitgliedsstaaten mit ihren individuell herausgebildeten Interessen aufeinander treffen. Um Entscheidungsprozesse leiten zu können, spielt auf dieser zweiten Ebene nicht zuletzt die Verhandlungsmacht des einzelnen Nationalstaats eine bedeutende Rolle, das heißt, je schwächer der Druck der nationalen sozialen Gruppen, ein bestimmtes Ergebnis zu erzwingen, ist, desto höher ist der staatliche Handlungsspielraum.
Schlüsselspieler des „Liberalen Intergouvernementalismus“ sind somit die nationalen sozialen Gruppen. Nationalstaatliche Regierungen werden zu „gate-keepern“. Die zwei beschriebenen Ebenen bilden für die rational agierenden Nationalstaaten die Plattform, um ihre Interessen auszuhandeln. Die Herausbildung supranationaler Institutionen stellt somit einen eher pragmatischen Akt dar. Die Institutionen erfüllen keinen Selbstzweck, sondern werden von den nationalen Akteuren lediglich zur Reduktion von Transaktionskosten und zur Verbesserung von Verhandlungsbedingungen implementiert.
Die europäische Integration steht und fällt nach Auffassung des LI schließlich mit dem Grad des generierten Nutzens, den die Nationalstaaten dem Integrationsprojekt zurechnen. 
In der Politikwissenschaft gilt der LI als theoretischer Gegenpol zum Ansatz des Neofunktionalismus. Synonym wird im englischsprachigen Raum der Begriff Liberal International Order benutzt.